# Toges
Toges település Franciaországban, Ardennes megyében. Lakosainak száma 95 fő (2022. január 1.). Toges Ballay, Belleville-et-Châtillon-sur-Bar, Boult-aux-Bois és Quatre-Champs községekkel határos.

## Népesség
A település népessége az elmúlt években az alábbi módon változott:
| Lakosok száma | 134  | 105  | 96   | 91   | 97   | 97   | 101  | 103  | 104  | 95   |
|               | 1968 | 1982 | 1990 | 2006 | 2013 | 2015 | 2017 | 2019 | 2020 | 2022 |